# Brainerd Currie
Brainerd Currie (20 de diciembre de 1912—7 de septiembre de 1965) fue un profesor de derecho conocido por su trabajo en el derecho internacional privado y la creación del concepto del análisis de los intereses gubernamentales. Fue el padre del profesor de derecho David P. Currie.
Currie se recibió de licenciado en derecho de la Facultad de Derecho Walter F. George de la Universidad Mercer en 1935, seguido de un grado en artes liberales en la misma universidad en 1937. En 1941 obtuvo su maestría en derecho de la Universidad de Columbia.
Currie impartió clases de derecho en Mercer, la Universidad de Wake Forest, la Facultad de Derecho de la Universidad de Georgia, la Facultad de Derecho de la Universidad Duke, la Facultad de Derecho de la Universidad de Chicago, fue docente fundador de la Facultad de Derecho de la Universidad de California en Los Ángeles en 1949 y también enseñó en la Facultad de Derecho de la Universidad de Pittsburgh. Trabajó en la Oficina de Administración del Precio y en la Oficina de Estabilización Económica durante la Segunda Guerra Mundial.
Desde 1967, la Facultad de Derecho de la Universidad Duke organiza una conferencia en memoria de Brainerd Currie, de la que su primer orador fue el ministro de la Corte Suprema de California Roger Traynor.